# Marcel Ophüls
Marcel Ophüls

Link zum Bild

Marcel Ophüls [ˈɔfʏls] (früher Marcel Wall-Ophüls; * 1. November 1927 in Frankfurt am Main; † 24. Mai 2025 in Lucq-de-Béarn) war ein Oscar-prämierter deutsch-französischer Filmregisseur und Dokumentarfilmer.

## Biografie
Ophüls war der Sohn des deutsch-französischen Filmregisseurs Max Ophüls und der deutschen Stummfilmschauspielerin Hilde Wall. Er verbrachte einen Teil seiner Jugend auf der Flucht vor den Nationalsozialisten in Frankreich und den Vereinigten Staaten. Als US-Soldat war er an der Besetzung Japans beteiligt.
Nach seinem Studium am Occidental College in Kalifornien, USA sowie an der Sorbonne in Paris arbeitete Ophüls als Regie-Assistent unter anderem von John Huston (bei Moulin Rouge, 1952) und Anatole Litvak (bei Un acte d’amour, 1953). Zwischen 1956 und 1959 war er Hörfunk- und Fernsehredakteur beim Südwestfunk in Baden-Baden. 1957 drehte er seine ersten Kurzfilme. Nach seiner Rückkehr nach Paris im Jahr 1960 realisierte Ophüls den deutschen Beitrag zum internationalen Episodenfilm L’Amour à vingt ans (1961/62). Mit Unterstützung von François Truffaut inszenierte er 1963 den Spielfilm Peau de banane mit Jeanne Moreau und Jean-Paul Belmondo, 1964 führte er Regie bei der Eddie-Constantine-Komödie Faites vos jeux, mesdames.
Ab Mitte der 1960er-Jahre machte sich Ophüls vor allem als Dokumentarfilmer einen Namen. Dabei setzte er sich immer wieder mit der nationalsozialistischen Vergangenheit auseinander, so etwa in Munich or Peace in our Time (1967), The Memory of Justice (1976) und Hôtel Terminus: Zeit und Leben des Klaus Barbie (1988). Der Film Das Haus nebenan – Chronik einer französischen Stadt im Kriege (1969) mit der Hauptperson Christian de la Mazière sorgte in Frankreich für einen Wendepunkt in der Auseinandersetzung mit dem Vichy-Regime.
An dem Dokumentarfilm Novembertage über den Mauerfall in Berlin und die folgenden Monate konnte die Arbeitsweise Ophüls’ studiert werden. Er verwendete für den Film Ausschnitte von Fernsehberichten über den Fall der Mauer am 9. November 1989. Die Menschen, die darin sein Interesse weckten, suchte er nach langer Recherche in ihrer eigenen Umgebung auf und sprach mit ihnen darüber, was sie damals und in der Zwischenzeit erlebt hatten. Gleichzeitig unterhielt sich der Filmer mit Politikern und Schriftstellern darüber, wie sie die Unruhen und Umbrüche wahrnahmen und später interpretierten. Ophüls wollte Politik und Alltag in ihrem Zusammenhang darstellen.

„Der Blick eines Dokumentarfilmers muss sowohl die Stimmung der Menschen, als auch die eigene Überzeugung berücksichtigen... Ich glaube weiterhin, dass der 9. November ein Freiheitsfest war. Außerdem bin ich kein Marxist, und deshalb hat für mich das Konzept von persönlicher Freiheit nicht unbedingt etwas mit Ökonomie zu tun. Dass schwere Zeiten auf Ostdeutschland zukommen und die Menschen Angst vor der Arbeitslosigkeit haben, ist ja auch spürbar in dem Film. In gewisser Weise ist er schon eine Komödie. Aber eine schwarze.“

Im Juli 2010 veranstaltete das Deutsche Historische Museum Berlin (Zeughauskino) eine umfangreiche Retrospektive mit Filmen von Marcel Ophüls.

## Filmografie (Auswahl)
- 1955: Marianne (Drehbuch)
- 1963: Heißes Pflaster (Peau de Banane) nach dem Roman Banana Peel von Charles Williams
- 1967: Hundert Jahre ohne Krieg – Das Münchner Abkommen von 1938 (Munich or Peace in our Time)
- 1969: Das Haus nebenan – Chronik einer französischen Stadt im Kriege (Le chagrin et la pitié), mit der Hauptperson Christian de la Mazière
- 1970: The Harvest of My Lai
- 1970: Clavigo (Fernsehverfilmung der Inszenierung von Fritz Kortner mit Thomas Holtzmann in der Titelrolle)
- 1973–1976: The Memory of Justice – Über die Nürnberger Prozesse
- 1988: Hôtel Terminus: Zeit und Leben des Klaus Barbie
- 1989/90: November Days bzw. Novembertage (GB/D, 129 Min.)
- 1994: Veillées d’armes (The Troubles We’ve Seen). Die Geschichte der Kriegsberichterstattung
- 2012: Ein Reisender (Un Voyageur) [4]

## Hörspiele (Auswahl)
- 1958: Fred Hoyle: Die schwarze Wolke (Regie als Marcel Wall) (Hörspielbearbeitung, Science-Fiction-Hörspiel – SWF)

## Auszeichnungen und Preise
- 1972: Ehrende Anerkennung beim Adolf-Grimme-Preis
- 1984: Wahl zum Mitglied der Akademie der Künste, West-Berlin
- 1988: Oscar für Hôtel Terminus: Zeit und Leben des Klaus Barbie
- 1988: Prix de la critique internationale bei den Filmfestspielen von Cannes für Hôtel Terminus: Zeit und Leben des Klaus Barbie
- 1989: Friedensfilmpreis der Heinrich-Böll-Stiftung für Hôtel Terminus: Zeit und Leben des Klaus Barbie auf der Berlinale
- 1991: Adolf-Grimme-Preis mit Gold für Novembertage
- 1992: Peter-Weiss-Preis der Stadt Bochum
- 1992: Hessischer Kulturpreis
- 1993: Wahl zum Mitglied der American Academy of Arts and Sciences
- 2002: Bremer Filmpreis
- 2012: Komtur des Ordre des Arts et des Lettres
- 2014: Ritter der Ehrenlegion
- 2015: Berlinale Kamera der 65. Berlinale

## Film
- Ein Reisender – Marcel Ophüls. Dokumentarfilm, Frankreich, 2012, 105 Min., Buch und Regie: Marcel Ophüls, Vincent Jaglin, Produktion: The Factory, arte France, Erstsendung: 28. Mai 2013 bei arte, Inhaltsangabe (Memento vom 26. März 2017 im Internet Archive) von ARD. Filmische Memoiren.